# West Kelowna
West Kelowna es una ciudad canadiense situada en la provincia de Columbia Británica.

## Superficie
West Kelowna tiene una superficie de 122,09 km².

## Demografía
En 2021, tenía 36 078 habitantes, una densidad poblacional de 295,5 hab./km², y 14 746 viviendas.